# Sablons (Gironde)
Pour les articles homonymes, voir Sablons.
Sablons est une commune du Sud-Ouest de la France, située dans le département de la Gironde (région Nouvelle-Aquitaine).

## Géographie

### Localisation

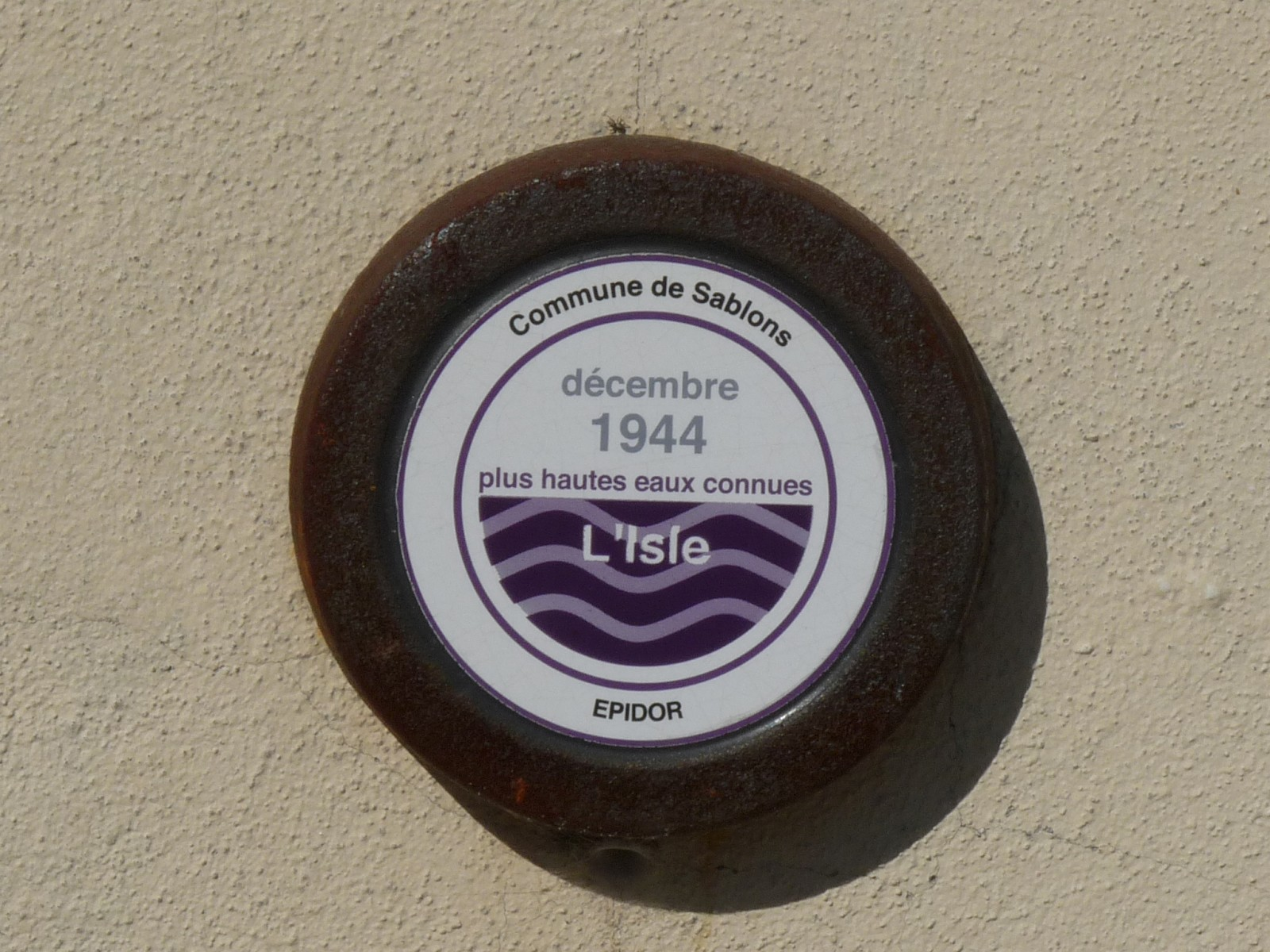
Repère de crue de l'Isle en 1944 sur le mur de la mairie

Commune située dans la vallée de l'Isle sur sa rive gauche et sur le Palais en Pays Gabaye au sud de Guîtres et à l'ouest de Coutras.

### Communes limitrophes
Les communes limitrophes sont Abzac, Bonzac, Coutras, Guîtres, Saint-Denis-de-Pile et Saint-Martin-de-Laye.
|                      | Guîtres             | Coutras |
| Bonzac               | Sablons             | Abzac   |
| Saint-Martin-de-Laye | Saint-Denis-de-Pile |         |

### Climat
Pour des articles plus généraux, voir Climat de la Nouvelle-Aquitaine et Climat de la Gironde.
Historiquement, la commune est exposée à un climat océanique aquitain.  
En 2020, Météo-France publie une typologie des climats de la France métropolitaine dans laquelle la commune est exposée à un climat océanique et est dans la région climatique  Aquitaine, Gascogne, caractérisée par une pluviométrie abondante au printemps, modérée en automne, un faible ensoleillement au printemps, un été chaud (19,5 °C), des vents faibles, des brouillards fréquents en automne et en hiver et des orages fréquents en été (15 à 20 jours).
Pour la période 1971-2000, la température annuelle moyenne est de 13,1 °C, avec une amplitude thermique annuelle de 14,7 °C. Le cumul annuel moyen de précipitations est de 871 mm, avec 11,8 jours de précipitations en janvier et 6,4 jours en juillet. Pour la période 1991-2020, la température moyenne annuelle observée sur la station météorologique la plus proche, située sur la commune de Saint-Émilion à 15 km à vol d'oiseau, est de 13,9 °C et le cumul annuel moyen de précipitations est de 798,1 mm,. Pour l'avenir, les paramètres climatiques de la commune estimés pour 2050 selon différents scénarios d’émission de gaz à effet de serre sont consultables sur un site dédié publié par Météo-France en novembre 2022.

## Urbanisme

### Typologie
Au 1er janvier 2024, Sablons est catégorisée commune rurale à habitat dispersé, selon la nouvelle grille communale de densité à sept niveaux définie par l'Insee en 2022.
Elle est située hors unité urbaine. Par ailleurs la commune fait partie de l'aire d'attraction de Libourne, dont elle est une commune de la couronne,. Cette aire, qui regroupe 24 communes, est catégorisée dans les aires de 50 000 à moins de 200 000 habitants,.

### Occupation des sols

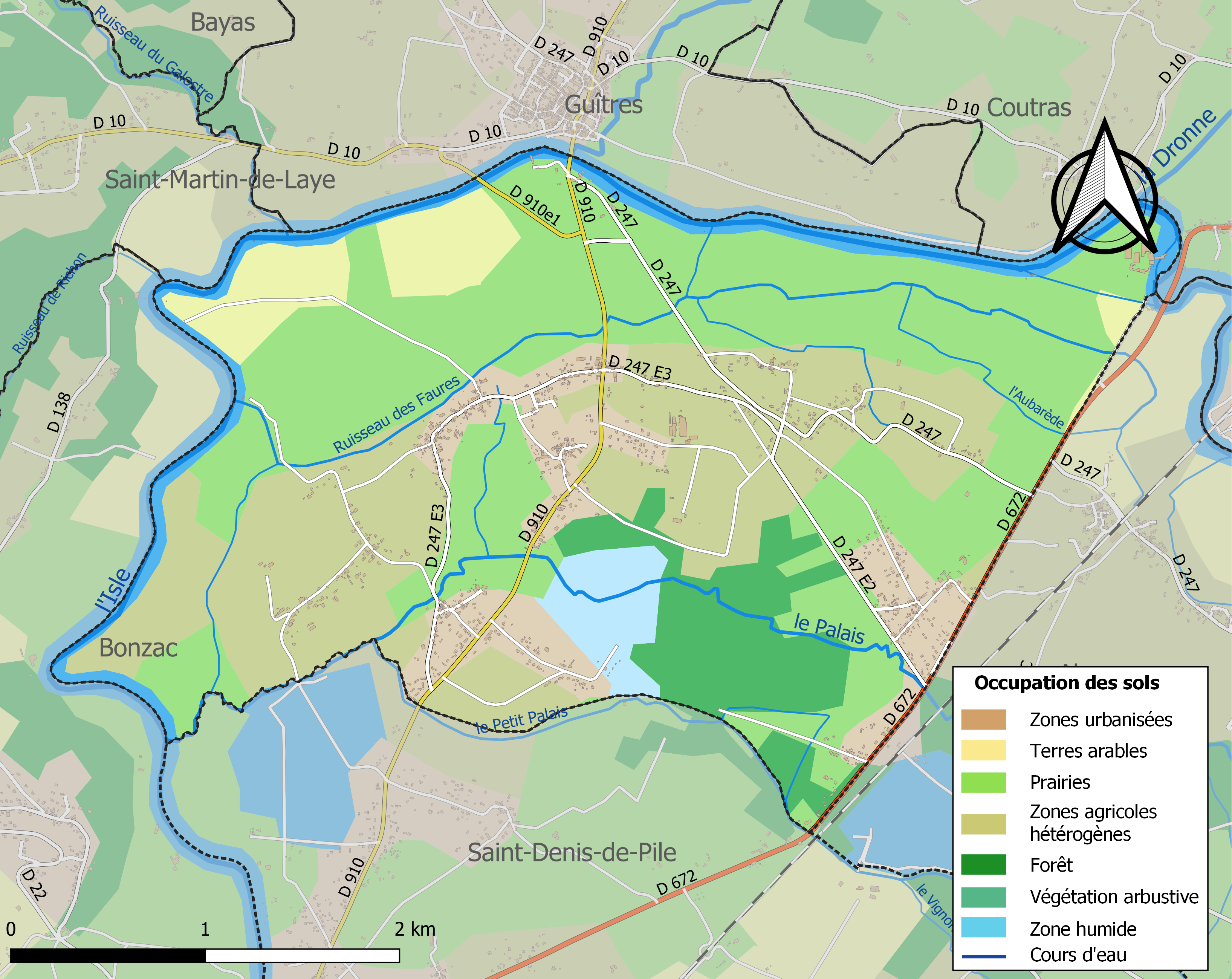
Carte des infrastructures et de l'occupation des sols de la commune en 2018 (CLC).

L'occupation des sols de la commune, telle qu'elle ressort de la base de données européenne d’occupation biophysique des sols Corine Land Cover (CLC), est marquée par l'importance des territoires agricoles (75 % en 2018), en diminution par rapport à 1990 (84 %). La répartition détaillée en 2018 est la suivante : 
prairies (42,1 %), zones agricoles hétérogènes (27,6 %), zones urbanisées (9,8 %), forêts (7,9 %), terres arables (5,4 %), eaux continentales (4,4 %), zones humides intérieures (2,8 %). L'évolution de l’occupation des sols de la commune et de ses infrastructures peut être observée sur les différentes représentations cartographiques du territoire : la carte de Cassini (XVIIIe siècle), la carte d'état-major (1820-1866) et les cartes ou photos aériennes de l'IGN pour la période actuelle (1950 à aujourd'hui).

### Risques majeurs
Le territoire de la commune de Sablons est vulnérable à différents aléas naturels : météorologiques (tempête, orage, neige, grand froid, canicule ou sécheresse), inondations et séisme (sismicité faible). Il est également exposé à un risque technologique, la rupture d'un barrage. Un site publié par le BRGM permet d'évaluer simplement et rapidement les risques d'un bien localisé soit par son adresse soit par le numéro de sa parcelle.

#### Risques naturels
Certaines parties du territoire communal sont susceptibles d’être affectées par le risque d’inondation par débordement de cours d'eau, notamment l'Isle, la Dronne, le Lary et le Palais. La commune a été reconnue en état de catastrophe naturelle au titre des dommages causés par les inondations et coulées de boue survenues en 1982, 1983, 1986, 1993, 1999, 2009 et 2021,.

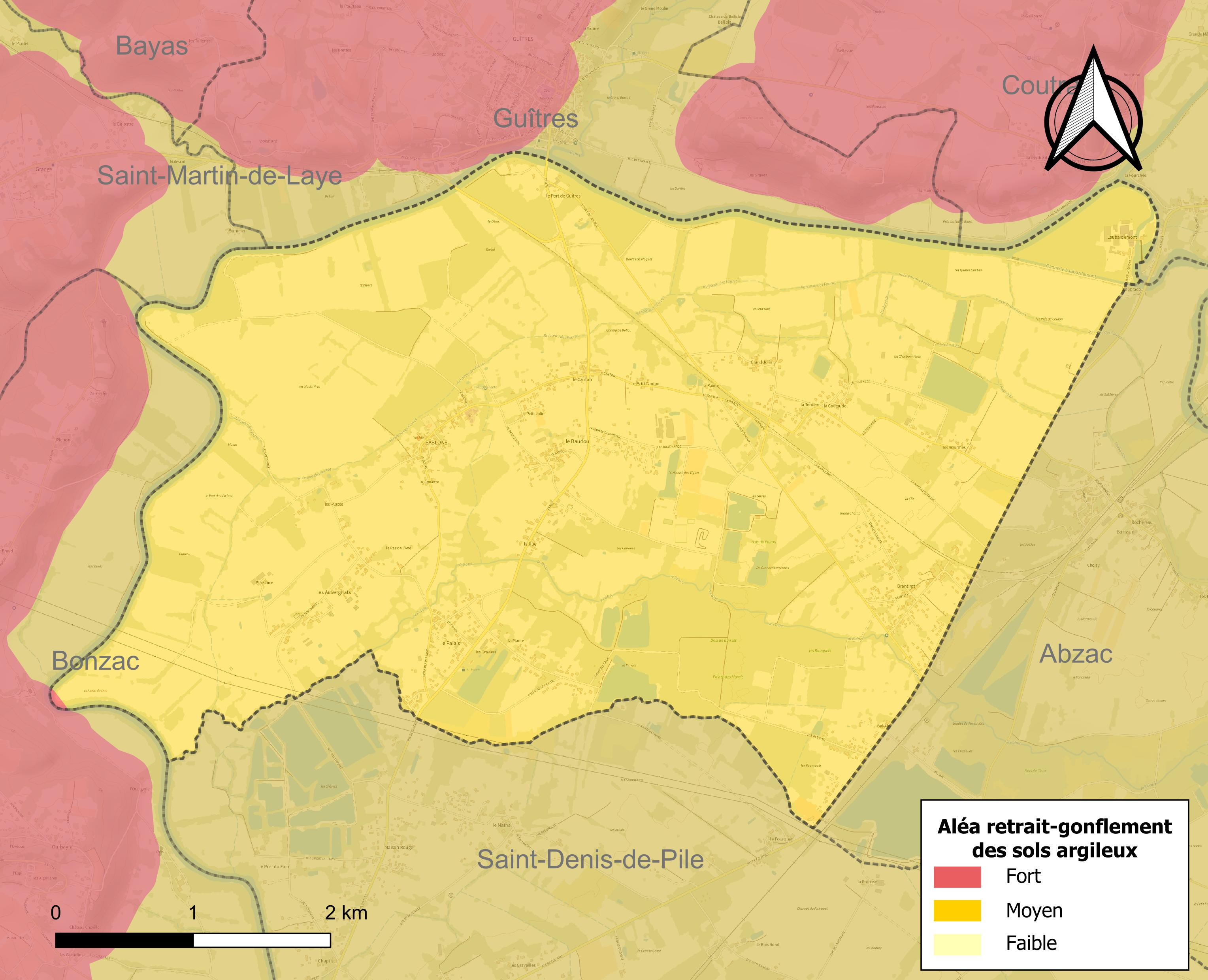
Carte des zones d'aléa retrait-gonflement des sols argileux de Sablons.

Le retrait-gonflement des sols argileux est susceptible d'engendrer des dommages importants aux bâtiments en cas d’alternance de périodes de sécheresse et de pluie. La totalité de la commune est en aléa moyen ou fort (67,4 % au niveau départemental et 48,5 % au niveau national). Sur les 569 bâtiments dénombrés sur la commune en 2019,  569 sont en aléa moyen ou fort, soit 100 %, à comparer aux 84 % au niveau départemental et 54 % au niveau national. Une cartographie de l'exposition du territoire national au retrait gonflement des sols argileux est disponible sur le site du BRGM,.
Concernant les mouvements de terrains, la commune a été reconnue en état de catastrophe naturelle au titre des dommages causés par des mouvements de terrain en 1999.

#### Risques technologiques
La commune est en outre située en aval du  barrage de Bort-les-Orgues, un ouvrage sur la Dordogne de classe A soumis à PPI, disposant d'une retenue de 477 millions de mètres cubes. À ce titre elle est susceptible d’être touchée par l’onde de submersion consécutive à la rupture de cet ouvrage.

## Politique et administration

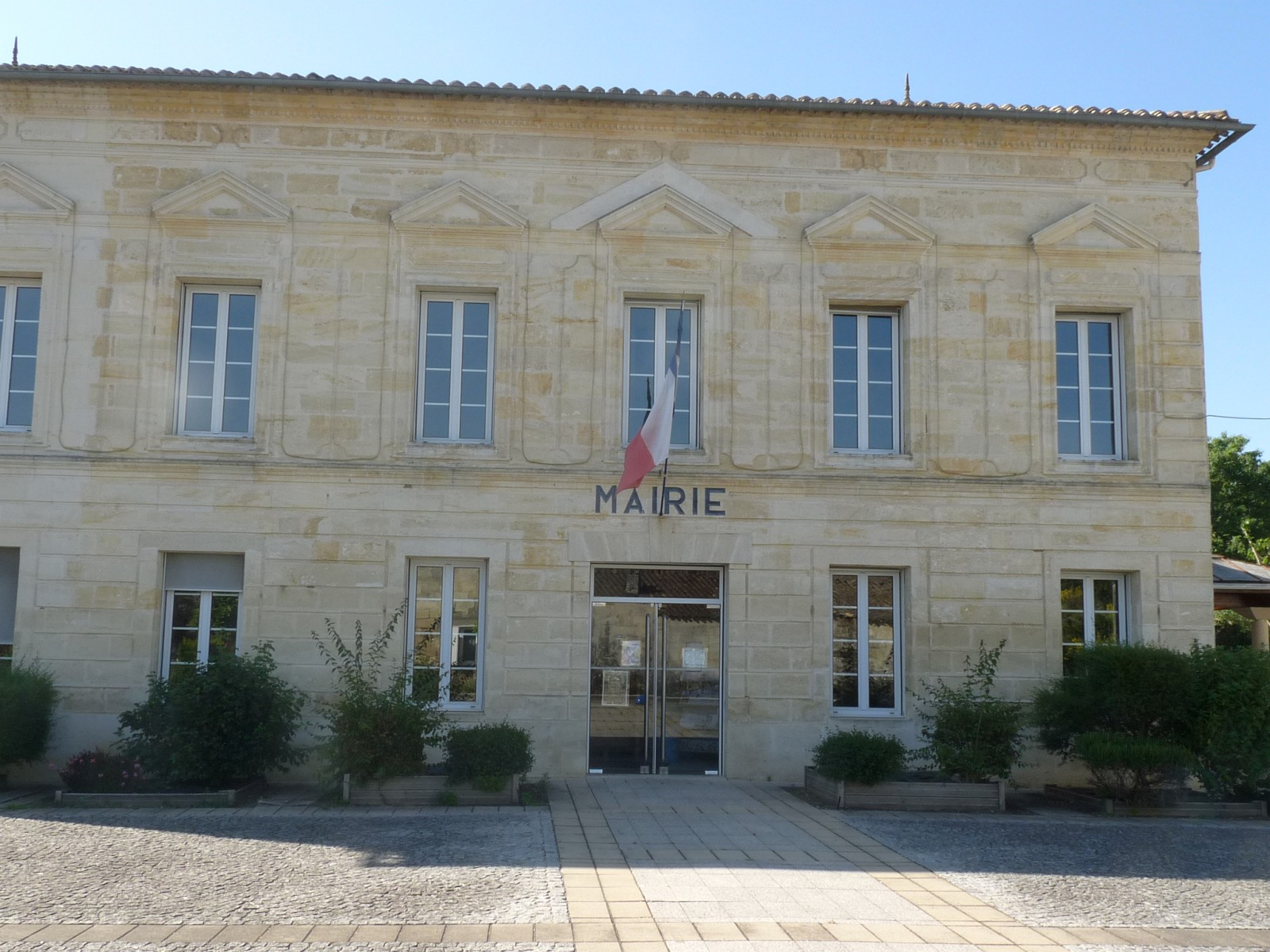
La mairie

| Période                                  | Période  | Identité             | Étiquette     | Qualité                                                                                                   |
| ---------------------------------------- | -------- | -------------------- | ------------- | --- |
| 1975                                     | 1995     | Jean-Claude Bireau   | RPR           | Député (1993-1997), Conseiller régional, Conseiller général                                               |
| 1995                                     | En cours | Jean-Claude Abanades | CNIP puis UDI | Retraité Vice-président de la communauté de communes, et président de la fédération départementale du CNI |
| Les données manquantes sont à compléter. |          |                      |               | |

### Jumelages
Munteui (Roumanie) depuis 1996

## Démographie
L'évolution du nombre d'habitants est connue à travers les recensements de la population effectués dans la commune depuis 1793. Pour les communes de moins de 10 000 habitants, une enquête de recensement portant sur toute la population est réalisée tous les cinq ans, les populations de référence des années intermédiaires étant quant à elles estimées par interpolation ou extrapolation. Pour la commune, le premier recensement exhaustif entrant dans le cadre du nouveau dispositif a été réalisé en 2004.

En 2022, la commune comptait 1 315 habitants, en évolution de −3,17 % par rapport à 2016 (Gironde : +6,91 %, France hors Mayotte : +2,11 %).
| 1793 | 1800 | 1806  | 1821  | 1831 | 1836 | 1841 | 1846  | 1851  |
| ---- | ---- | ----- | ----- | ---- | ---- | ---- | ----- | ----- |
| 940  | 858  | 1 033 | 1 041 | 997  | 987  | 967  | 1 025 | 1 000 |

| 1856 | 1861 | 1866 | 1872 | 1876 | 1881 | 1886 | 1891 | 1896 |
| ---- | ---- | ---- | ---- | ---- | ---- | ---- | ---- | ---- |
| 979  | 962  | 929  | 873  | 908  | 938  | 911  | 882  | 833  |

| 1901 | 1906 | 1911 | 1921 | 1926 | 1931 | 1936 | 1946 | 1954 |
| ---- | ---- | ---- | ---- | ---- | ---- | ---- | ---- | ---- |
| 812  | 889  | 866  | 774  | 758  | 764  | 766  | 741  | 754  |

| 1962 | 1968 | 1975 | 1982  | 1990  | 1999  | 2004  | 2006  | 2009  |
| ---- | ---- | ---- | ----- | ----- | ----- | ----- | ----- | ----- |
| 777  | 881  | 946  | 1 016 | 1 210 | 1 182 | 1 219 | 1 236 | 1 282 |

| 2014  | 2019  | 2022  | - | - | - | - | - | - |
| ----- | ----- | ----- | - | - | - | - | - | - |
| 1 332 | 1 300 | 1 315 | - | - | - | - | - | - |

## Économie
- Menuiserie de Laubardemont, ancienne minoterie[26]
- Le plus grand bouquiniste de France est installé sur un ancien site industriel[27].

## Équipements, services et vie locale

### Enseignement

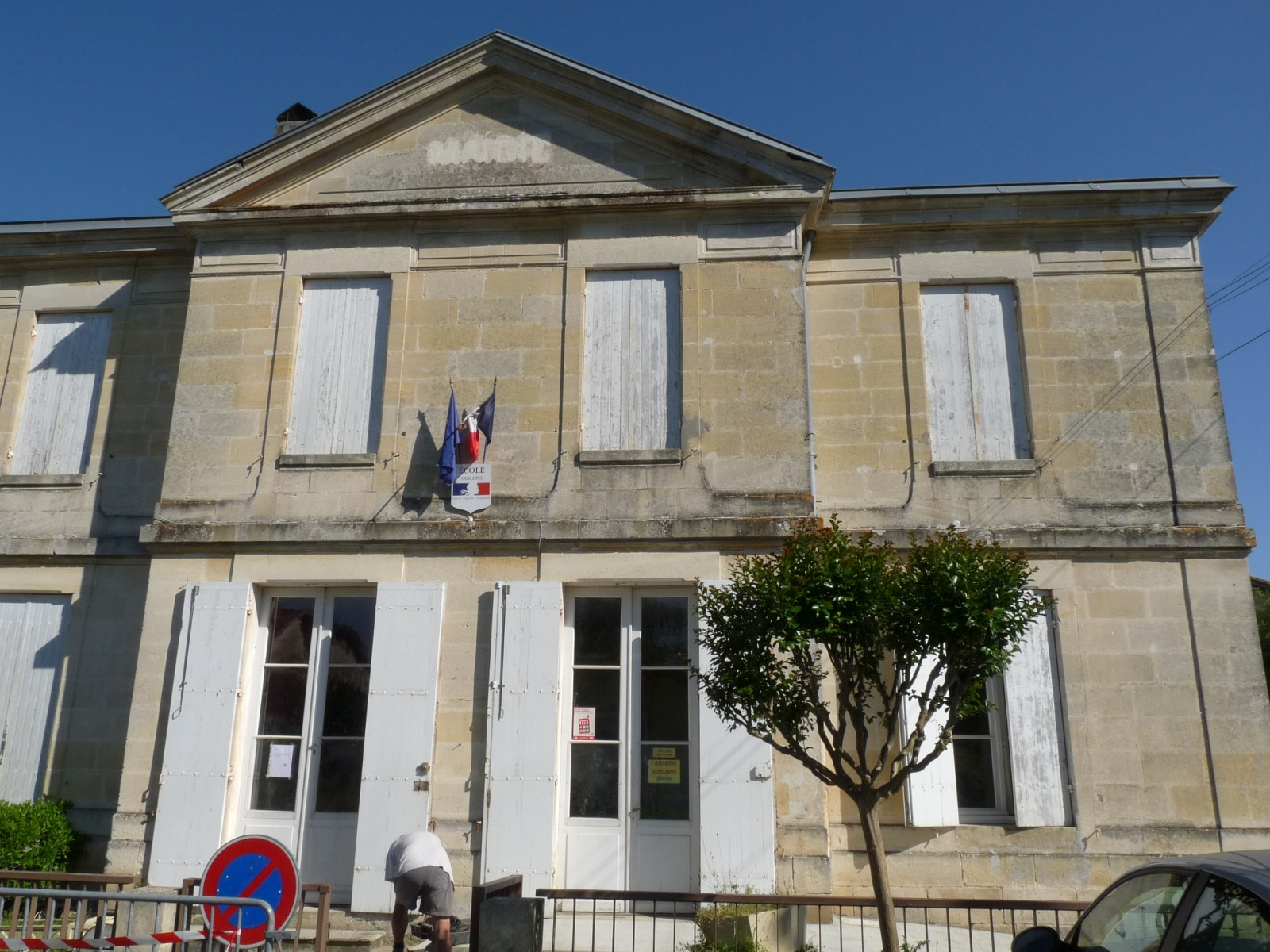
L'école

- École primaire

## Lieux et monuments
- L'église paroissiale Saint-Martin

## Personnalités liées à la commune
- Jean-Claude Darouy, rameur français né le 30 août 1944 à Sablons et mort le 8 août 2006 à Lormont.